# ウェスト・コースト本線
ウェスト・コースト本線 （West Coast Main Line、WCML、西海岸本線）は、イギリスロンドンのユーストン駅からスコットランドのグラスゴー・セントラル駅に至る延長401マイルの長距離幹線路線である。イースト・コースト本線と並んでロンドンとスコットランドを結ぶ主要幹線であるが、直線区間が少なく高速化に適していない。これまでにも事故が多発しており、現在も改修工事が進行中である。

## 歴史
1830年代から1870年代にかけて複数の分割された鉄道として建設された。後に統合されウェスト・コースト本線になる。イギリス国鉄の動力近代化の一環として、1959年から1974年にかけて電化された。
曲線区間が多い線形での高速化を図るため、車体傾斜式車両により200km/hでの運行を可能とすべく、1980年代にはAPT-Pが、2001年には390形「ペンドリーノ」が投入されている。
2006年9月、WCMLでロンドン－グラスゴー間401マイルをペンドリーノが3時間55分で走破するという新記録が樹立された。これまではAPTの4時間15分だった。